# Línea Alcoy-Alicante

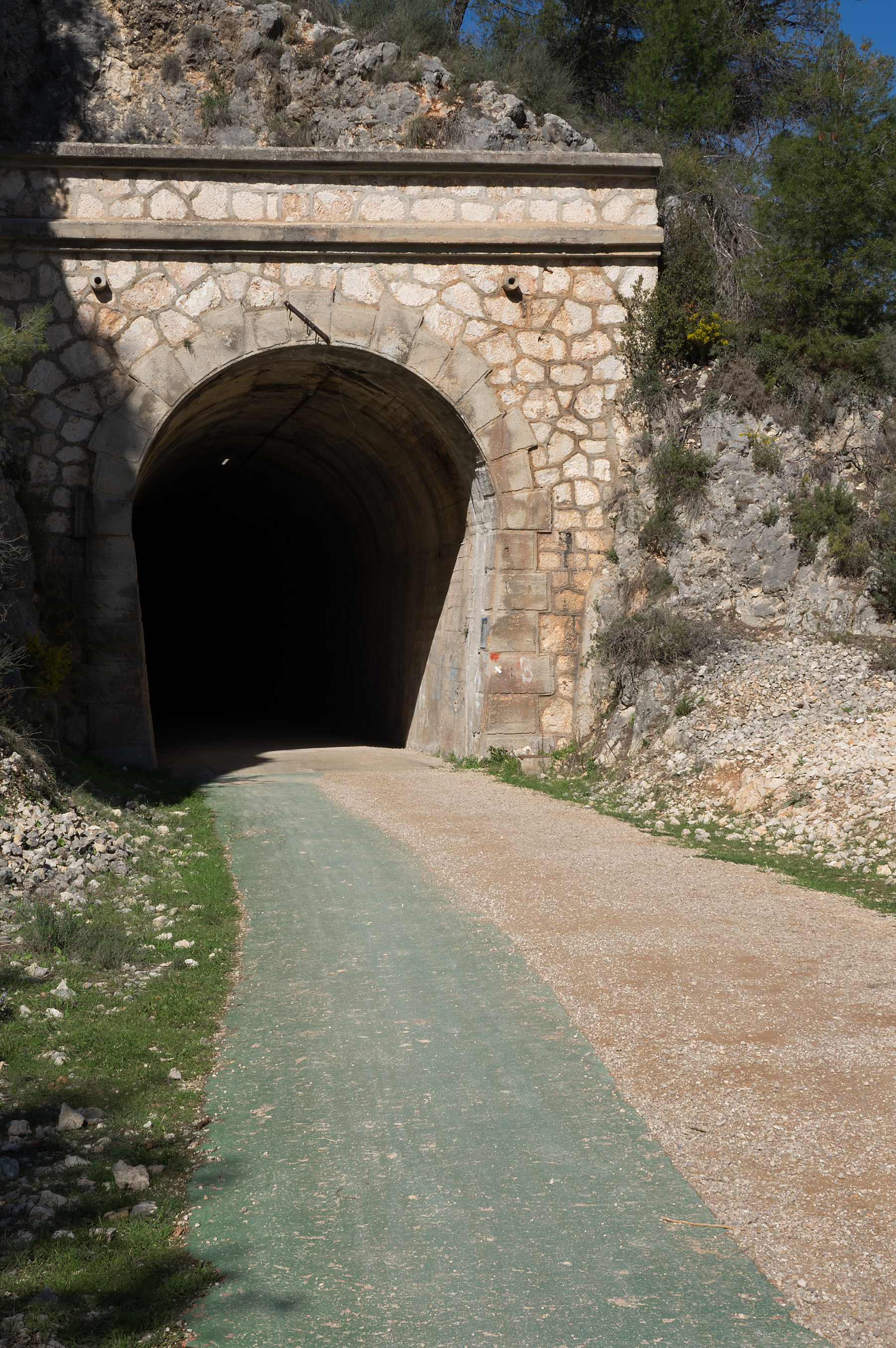
Boca de entrada al túnel Caseta de la Sal, uno de los túneles levantados para la línea Alcoy-Alicante.

La línea Alcoy-Alicante fue un proyecto ferroviario español que debía enlazar entre sí los municipios de Alcoy y Alicante, buscando de hecho prolongar el trazado existente de la línea Játiva-Alcoy. Las obras se iniciaron durante la dictadura de Primo de Rivera y debido a diversos factores se alargaron varias décadas, pero nunca llegaron a completarse. El proyecto quedó finalmente abandonado a comienzos de la década de 1980, si bien para entonces las obras se encontraban abandonadas desde hacía años. Actualmente, las diversas obras de ingeniería hechas en esta línea forman parte de dos vías verdes, la de Alcoy y la del Maigmó. 

## Historia

### sigloXIX
Los primeros intentos de establecer una línea que conectara Alcoy y Alicante por tren surgieron en la década de 1870. Se preveía que fuera un servicio, especialmente, para el transporte industrial desde la comarca de la Hoya de Alcoy hasta el Puerto de Alicante. El 10 de mayo de 1873 un decreto de la Primera República Española concedió la construcción de la línea a Eleuterio Maisonnave, quien, a su vez, transfirió el derecho de la concesión a la "Sociedad de Crédito General de Ferrocarriles" el año 1882. Por otro lado, en 1879, el Gobierno Español había autorizado un estudio sobre la línea ferroviaria entre Játiva y Alicante, pasando por Alcoy. Dos años antes, la Ley de Ferrocarriles había comtemplado la capital alcoyana como un enlace de trenes secundarios (de línea estrecha) entre Alicante, Játiva y Villena. 
Cabe tener en cuenta que la Hoya de Alcoy había quedado al margen de las infraestructuras de vía ancha de mediados del siglo XIX. El Marqués de Campo, propietario de la Sociedad de los Ferrocarriles de Almansa a Valencia y Tarragona (AVT), se hizo con la concesión para la construcción de una línea férrea entre Játiva y Alcoy. No obstante, las obras serían llevadas a cabo por la Compañía de los Caminos de Hierro del Norte de España, inaugurándose el trazado en 1904.

### Inicios delsigloXX
En 1902, Camilo Gisbert Terol, industrial alcoyano, solicitó la construcción de una línea que comunicara las dos ciudades por Castalla e Ibi, con un ramal hacia el puerto alicantino. El documento, llamado "Estudio Económico del Ferrocarril Alicante Alcoy y ramal al puerto de Alicante" se puede encontrar en la Biblioteca Nacional de España.
Por otro lado, no quedaba claro quién ostentaba la concesión de la obra a causa de la falta de documentación oficial al respecto. La "Sociedad de Crédito General de Ferrocarriles" se había disuelto en 1890 y su activo había pasado al Banco Hispano Colonial. Esta entidad financiera, en 1907, tramitó la concesión a la "Sociedad del Ferrocarril de Alcantarilla a Lorca". Al año siguiente, se personó en el Ayuntamiento de Alcoy pidiendo los derechos de concesión. En medio de esta complicada situación administrativa, en 1909, la Dirección General de Obras Públicas incluye el recorrido dentro del "Plan de Ferrocarriles Secundarios subvencionados" y se abre un concurso para admitir la participación de otros proyectos en competencia, mediante subasta. En 1910, el Gobierno Español declara que la primera concesión había caducado y en 1911 se concede una autorización al ingeniero Próspero Lafarga Navarro para la redacción de un proyecto de vía estrecha entre Alicante y Alcoy, atravesando la Hoya de Castalla.
La subasta de la concesión se celebró el 18 de enero de 1911 al Ministerio de Fomento. El consistorio alcoyano acudió como peticionario y propietario del proyecto, disfrutando del derecho de tanteo a un pliego que incluía condiciones como concluir las obras en cuatro años, una caducidad de la concesión de 90 años o la puesta en funcionamiento de tres locomotoras para viajeros, otros tres para mercancías, hasta 24 coches de viajeros y 90 vagones de mercancías.
En 1916 se celebró una nueva subasta, con derecho de tanteo para el ingeniero Domingo Arcarazo Arnó. El pliego de condiciones mantiene que las obras han de seguir el proyecto aprobado en 1912 y el concesionario tiene que poner en funcionamiento 6 locomotoras, 28 coches, 7 furgones y 58 vagones (abiertos, cerrados, de grúa y de aljibe). Tanto esta subasta como otra celebrada en junio del mismo año quedaron desiertas.

### Las obras de construcción
En el año 1924 reavivó el interés en el proyecto y una comisión se desplazó a Madrid para proponer la materalización de la obra ideada por el ingeniero Próspero Lafarga y la convocatoria de nuevas subastas. Esta tendría lugar dos años después y con un único participante, la viuda de Lafarga, representada por Ildefonso González-Fierro. Posteriormente, su sociedad "Constructora Fierro S.A." se haría con los derechos de contratación. En el Plan Preferente de Ferrocarriles de Urgente Construcción que aprobó la dictadura de Primo de Rivera en 1926, más conocido como el Plan Guadalhorce, se contemplaba la construcción de la línea Alcoy-Alicante.
El ingeniero de caminos José Roselló Martí se hizo cargo del proyecto de la línea en 1927. Se ocupó de la redacción de los diversos viaductos que tenía que contar la línea: Polop, Siete Lunas, Barxell, Uxola, Sinc y Alcoy. El "FC Alicante-Alcoy" fue la primera en iniciar las obras de las vías incluidas en el Plan Preferente de Ferrocarriles de Urgente Construcción y se destinaron 27.098.464 pesetas para la explanación y la obra de fábrica. El 31 de diciembre de 1929 ya se habían iniciado las obras.
Durante el período en que se ponen en marcha las obras, el proyecto padece algunas modificaciones respecto al inicial. En mayo de 1926, para evitar que el tramo entre Alicante y Agost se duplicaran las vías al discurrir junto a la línea de la MZA, se vio obligada a empalmar a la altura de Agost. Esto conllevó que el trazado proyectado en 81,50 km se quedara en 66,20 km. En verano del mismo año se autoriza el concurso para las obras de explanación, fábrica y túneles.
A inicio de las décadas de 1930 diversas Órdenes Ministeriales proporcionaron más presupuesto al proyecto. En el verano de 1932 acabaron las obras de fábrica (puentes y túneles) y la explanación del terreno, pero la vía se quedó sin electrificar y con solo dos estaciones construidas (Alcoy y Agost), situación que se mantuvo hasta el inicio de la Guerra Civil. Después del conflicto en 1941, salió a concurso una subasta para la ejecución de los edificios de las estaciones.

### Después de la posguerra
Al remate, la línea ferroviaria entre Alcoy y Alicante se quedó a medias ya que la política del Gobierno Franquista apostó por la reconstrucción de las líneas principales. Entre las décadas de 1960 y 1980 se intentó revitalizar la comunicación por tren, pero sin éxito. En 1984, el Gobierno Español archiva el proyecto, dado que se considera una nula rentabilidad, mientras que el trazado no es apto para las velocidades ferroviarias de la época. Actualmente, la línea de ferrocarril Alcoy-Alicante continúa siendo una demanda, sobre todo desde la capital de la Hoya de Alcoy. En el año 2010, la posibilidad de una vía entre las dos ciudades quedó fuera del Plan de Cercanías de la Comunidad Valenciana.
A día de hoy queda en pie parte del recorrido de esta vía de tren tanto del tramo de Alcoy como del tramo de Agost, incluyendo todos los viaductos y túneles en perfecto estado. Además quedan en pie la Estación de Alcoy que se utiliza todavía como enlace entre Alcoy-Játiva-Valencia y la estación abandonada de Agost. Las vías de tren se retiraron en las zonas en las que ya habían sido colocadas, a pesar de que las piedras que se iban a utilizar para las vías de tren siguen en el mismo lugar a la espera de ser utilizadas.

## El recorrido del ferrocarril Alcoy-Alicante
Las obras de construcción de viaductos y túneles comportaron que finalmente, la línea entre Alcoy y Alicante continuara el siguiente recorrido:
- La vía empieza de enlace con la línea de ferrocarril que baja de Játiva. Rodea la sierra de San Cristóbal y se remonta el valle del río Polop, atravesando el río con un viaducto. Este tramo pasa por profundas depresiones que obligó a costosas obras de fábrica.

- A continuación, la vía pasa por encima de diversos barrancos y cauces de ríos. Continúa por el margen izquierdo del Barranco de la Batalla. Un túnel separa este y el posterior barranco de las Siete Lunas y otro túnel hace lo mismo con el barranco del Mal Año. Aquí se llega a la altitud máxima de la línea, 854 metros.

- A partir de aquí, el trazado desciende en busca de Ibi, Castalla y Tibi. Pasa por el Maigmó hasta el Coll de l'Hort. Evita con sendos viaductos el Fontanar y el Forn del vidre, y llega a Agost, donde empalma con la vía de la MZA, a 218 metros de altitud.

## Viaductos

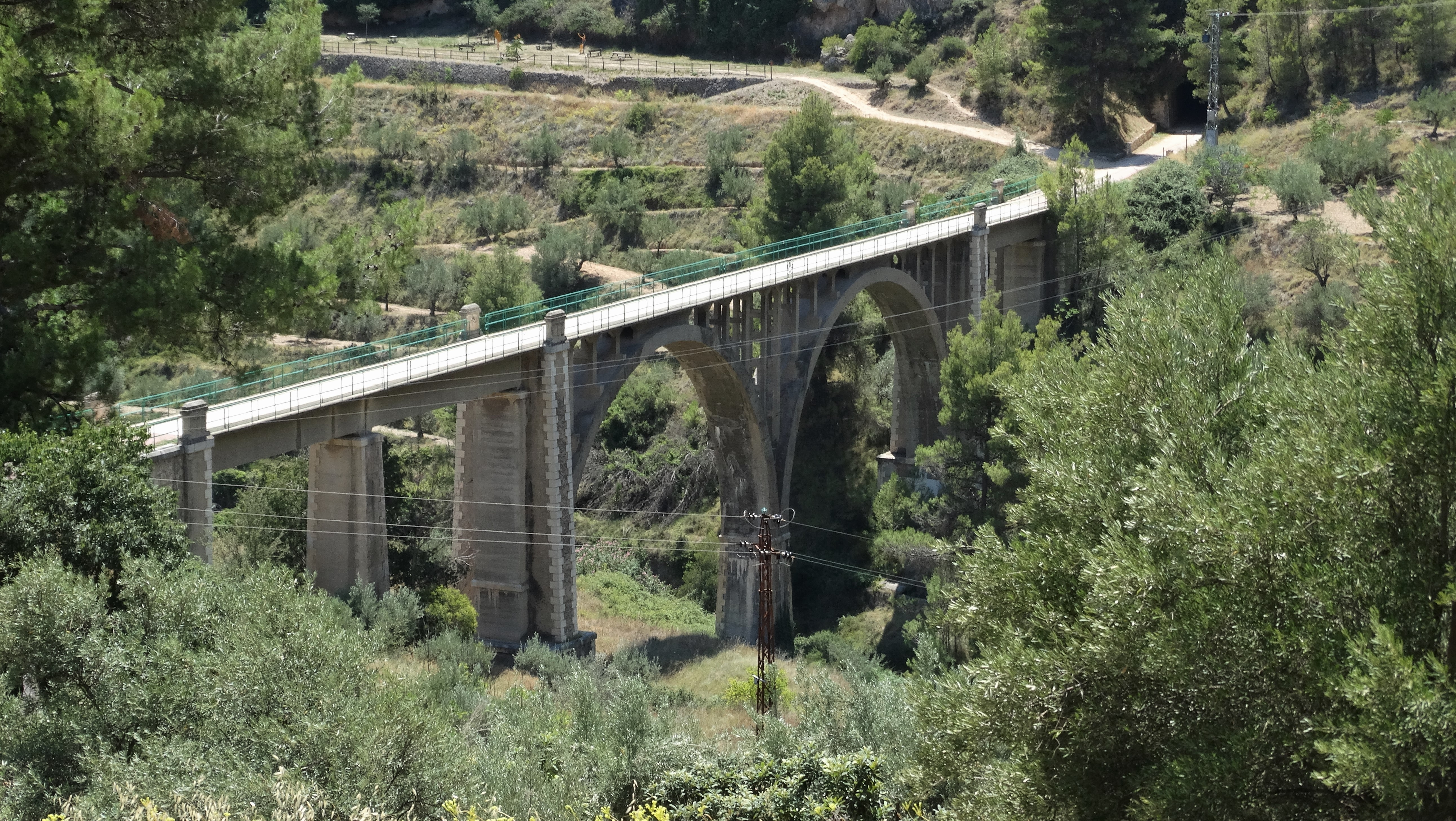
Viaducto ferroviario del Barxell

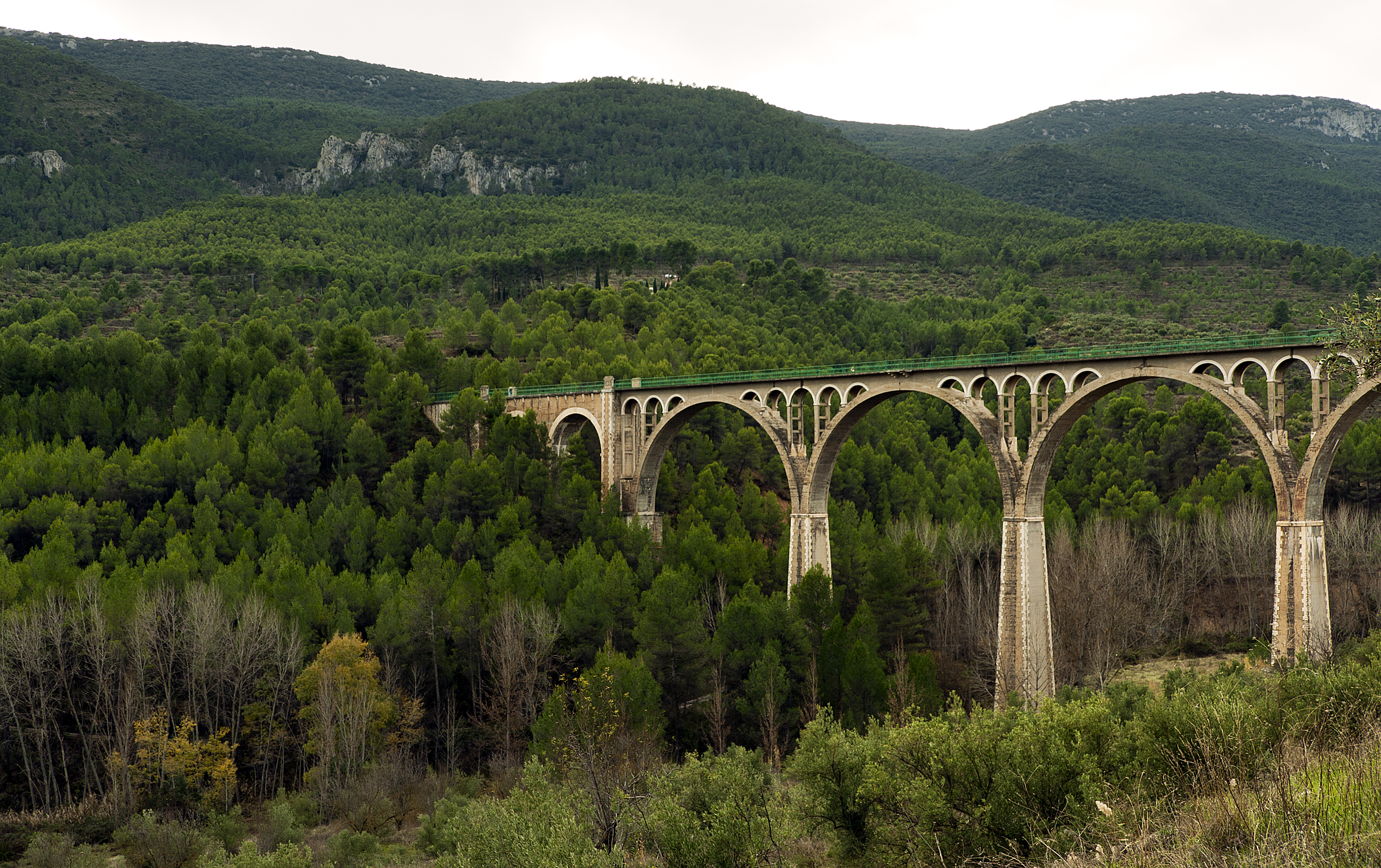
Viaducto ferroviario sobre el río Polop (Puente de las Siete Lunas)

El trazado de la línea Alcoy-Alicante contó con la construcción de 17 túneles y 7 viaductos para salvar la difícil orografía de las comarcas de la Hoya de Alcoy y el Campo de Alicante. Hoy en día, los puentes de arco aún destacan por su monumentalidad. Son los siguientes:
- Viaducto sobre el río Polop (Puente de las Siete Lunas): 230 metros de longitud y 46 de altura sobre el cauce.
- Viaducto sobre el barranco de Fontanar: 190 metros de longitud y 30 de altura sobre el cauce.
- Viaducto sobre el barranco del Forn del vidre: 167 metros de longitud y 40 de altura sobre el cauce.
- Viaducto sobre el río Barxell: 150 metros de longitud y 30 de altura sobre el cauce.
- Viaducto sobre el barranco de las Siete Lunas (Puente de San Antonio): 69 metros de longitud y 20 de altura sobre el cauce.
- Viaducto sobre el barranco de Uxola (actualmente puente José Luis González): 77 metros de longitud y 20 de altura sobre el cauce.
- Viaducto sobre el barranco del Sinc: 56 metros de longitud y 25 de altura sobre el cauce.

## Vías verdes
Desde el año 2001, dos tramos del previsto trazado ferroviario han sido adaptadas y condicionadas como Vía Verde, para actividades deportivas al aire libre: senderismo, cicloturismo, etc. Estas son la vía verde de Alcoy y la vía verde del Maigmó.

### Vía verde de Alcoy
Tiene un recorrido de 10,3 kilómetros, entre la estación de Alcoy y el paraje de la Canal. Su trazado pasa por lugares de gran valor natural y paisajístico, como el Carrascal de la Fuente Roja y la Sierra de Mariola. Cuenta con 15 túneles y los viaductos del río Polop, río Barxell y barranco de las Siete Lunas en su totalidad del recorrido desde el barrio de Batoi. En 2011 se añadieron nombre a los túneles de la vía verde: El Collao, de Batoi, de El Pontet, de Riquer, de La Glorieta, de El Salt, de El Mas de la Mota, de El Mas del Pinar, de El Mas de Sant Benet, de El Mas de l’Ombria del Manco, de La Font de l’Olivereta, de Cantagallet, de la Caseta de la Sal, de Sant Antoni y del Estepar. Sobre la vía verde de Alcoy no transcurren los viaductos sobre el barranco de Uxola y sobre el barranco del Sinc ya que se encuentran dentro de la población, así como uno de los túneles cercano al viaducto del barranco del Sinc y la Estación de Alcoy.

### Vía verde del Maigmó
Tiene un recorrido de 22 kilómetros, entre la estación de Agost (a 4 km del núcleo urbano) y el puerto del Maigmó. Atraviesa siete túneles y los viaductos del Forn del vidre y del Fontanar.